# Staurakios
Staurakios († 11. ledna 812) byl byzantský císař vládnoucí od července do října roku 811. Jeho otcem byl císař Nikeforos I., sestrou Prokopia, provdaná za kuropalata Michaela Rangaba.
Císařem se Staurakios stal po prohrané bitvě s Bulhary, která jeho otce stála život a jemu samotnému vynesla těžké poranění na krku, jež mu prakticky znemožňovalo efektivně vládnout. Toho využila Prokopia, ambiciózní císařova sestra, aby se pokusila získat trůn pro svého muže Michaela. Staurakios sice učinil nesmělý pokus jmenovat následnicí svou ženu Theofano, ale 2. října 811 došlo ke státnímu převratu, který vynesl k moci Michaela s Prokopií. Umírající Staurakios byl poslán do kláštera, kde po několika měsících v tichosti zemřel.